# Hong Fu Nü

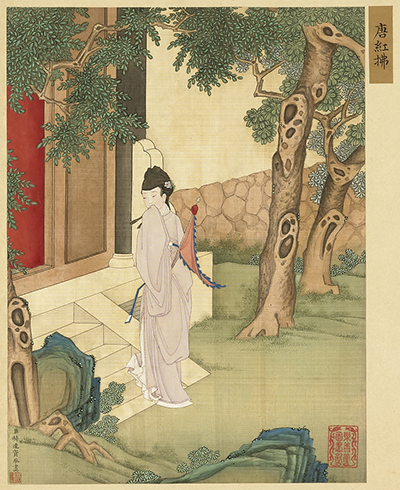
Hong Fu Nü im Album Gesammelte Kleinode der Schönheit (畫麗珠萃秀)

Hong Fu Nü (* vor 618; † 640; chinesisch 紅拂女 – „Dame mit den roten Ärmeln“, Geburtsname Zhang Chuchen, chinesisch 張出塵, alternativ 張初塵) war eine legendäre chinesische Volksheldin während des Übergangs zwischen Sui-Dynastie und Tang-Dynastie. Hong Fu Nü wurde zuerst in der Biographie des Drachenbärtigen Mannes aus der Tang-Dynastie beschrieben. Sie war eine Kurtisane am Hofe des Sui-Dynastie-Ministers Yang Su und entlief mit Li Jing, einem Verbündeten und späteren General des zukünftigen Tang-Kaisers Li Shimin. Hong Fu Nü ist zusammen mit Li Jing und dem „Drachenbärtigen Mann“ Qiu Ranke bekannt als die „Drei Helden aus Wind und Staub“ (chinesisch 風塵三俠).

## Legende
Die Eltern der unter dem Namen Zhang Chuchen geborenen Hong Fu Nü stammten aus dem südlichen China und zogen während der Vereinigungskriege der Sui-Dynastie nordwärts nach Chang’an. Zhang wurde als Kurtisane an den Hof des Sui-Ministers Yang Su verkauft, wo sie auf Singen und Tanzen spezialisiert war. Da sie oft Rot trug, wurde sie „Hong Fu Nü“ genannt, die „Dame mit den roten Ärmeln“.  Der Legende nach sah sie Li Jing, als dieser mit einer Petition wegen der sozialen Missstände beim einfachen Volk zu Yang Su kam. Zhang verliebte sich in Li und lief mit ihm davon.
Hong Fu Nü und Li Jing verbündeten sich zunächst mit Qiu Ranke, um die Sui-Dynastie zu stürzen. Sie wurden zu den „Drei Helden aus Wind und Staub“. Nach einem Treffen mit dem zukünftigen Kaiser Li Shimin gab Qiu Ranke seine Ambitionen auf. Hong Fu Nü und Li Jing verbündeten sich mit Li Shimin und halfen ihm und seinem Vater Li Yuan, die Tang-Dynastie zu errichten. Qiu Ranke baute derweil sein eigenes Königreich Fusu (auch: Fuyu) im Südosten auf.
Hong Fu Nü und Li Jing lebten als Frau und Mann zusammen, bis sie 640 an einer Krankheit starb. Li Jing, zu der Zeit 70 Jahre alt, überlebte sie neun Jahre.

## In der Populärkultur
Die Geschichte von Hong Fu Nü erschien zuerst in der Tang-Dynastie in dem Buch Biographie des Drachenbärtigen Mannes. Sie wird auch in Der Traum der Roten Kammer erwähnt, wo Lin Daiyu mit Hong Fu Nü verglichen wird.
- Hong Fu Nü ist eine der Hauptcharaktere des 1966er Romans Helden des Roten Staubs (chinesisch 風塵三俠) von Gao Yang.[2]
- 1998 stellt die chinesische Schauspielerin Angela Pan Hong Fu Nü in der chinesischen Fernsehserie Qiu Ranke und Hong Fu Nü (chinesisch 虯髯客與紅拂女) dar.
- 2006 stellte die taiwanesische Schauspielerin Shu Qi Hong Fu Nü in der Fernsehserie Romanze des Roten Staubs (chinesisch 風塵三俠之紅拂女) dar.